# Arno Babadschanjan

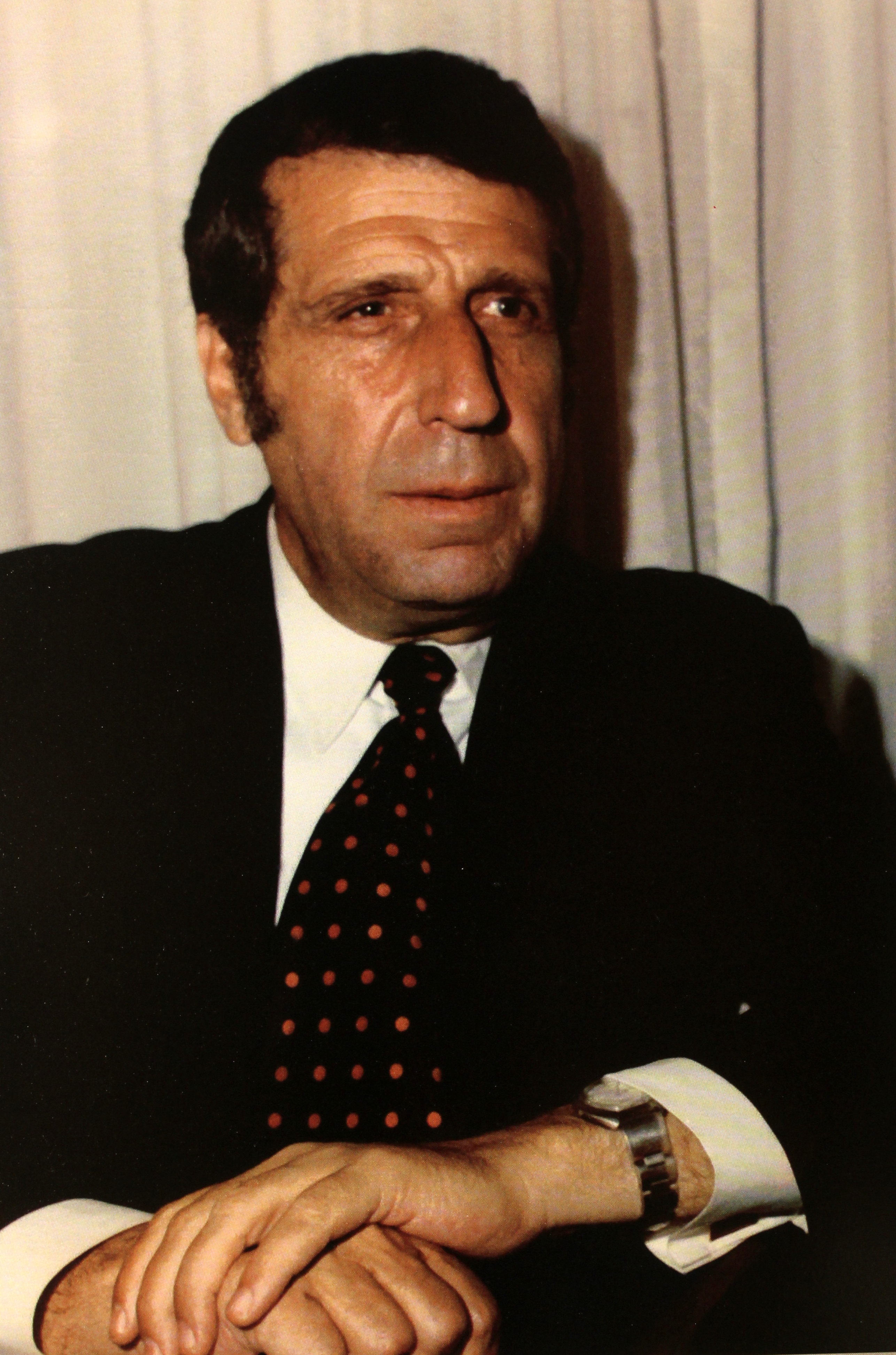

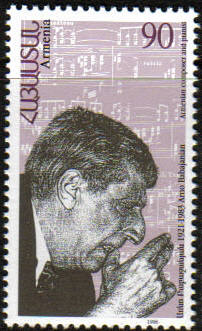
Babadschanjan auf einer armenischen Briefmarke (1997)

Arno Harutjuni Babadschanjan (armenisch Առնո Հարությունի Բաբաջանյան; auch: Babadzhanian, Babadjanian; * 22. Januar 1921 in Jerewan; † 11. November 1983 in Moskau) war ein armenischer Komponist.

## Leben
Babadschanjan nahm ab 1938 Kompositionsunterricht in Moskau bei Wissarion Schebalin und studierte am Konservatorium von Jerewan bei Vardkes Talian. 1947 ging er ans Moskauer Konservatorium, wo er Klavierschüler von Konstantin Igumnow wurde. Daneben studierte er Komposition bei Genrich Litinski. 1950 kehrte er nach Armenien zurück, wo er als Lehrer und Pianist wirkte.

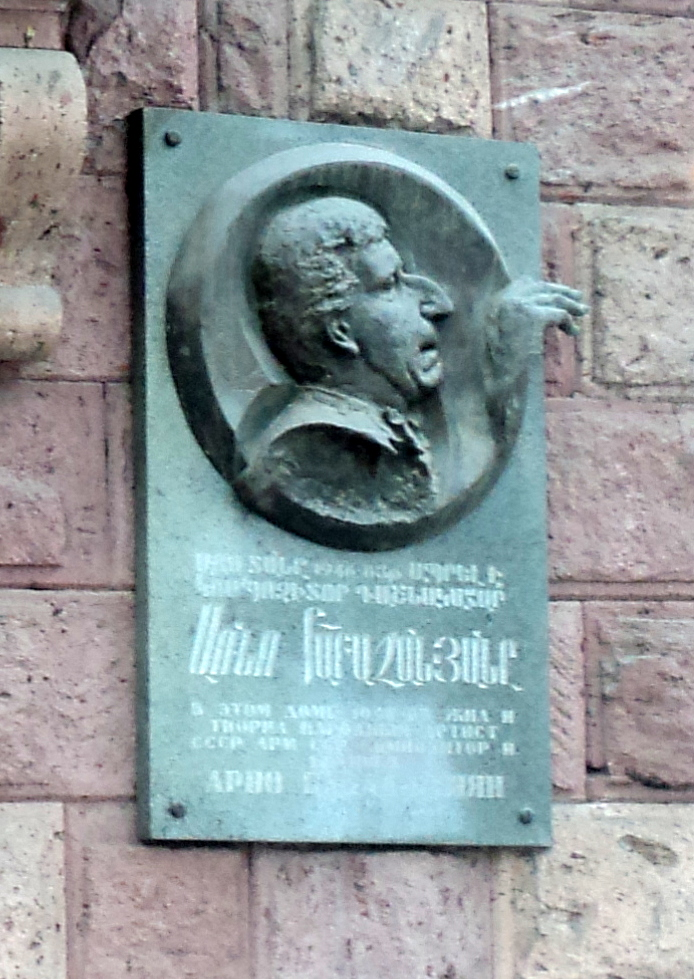

Er übernahm die Leitung einer Klavierklasse am Konservatorium in Jerewan und wirkte dort sowie ab 1956 in Moskau als Hochschullehrer, Komponist und Pianist. Als Pianist ging er bei verschiedenen internationalen Musikwettbewerben als Preisträger hervor. 1952 wurde er in den Vorstand des Komponistenverbandes der Armenischen Sozialistischen Sowjetrepublik gewählt und 1962 mit dem Titel »Volkskünstler der Armenischen SSR« ausgezeichnet. Babadschanjan gehörte zu den führenden Musikerpersönlichkeiten der Armenischen SSR. Sein kompositorisches Schaffen lässt den stilistischen Einfluss seines Landsmannes Aram Chatschaturjan erkennen.
Im Jahr 1950 entstand eines der bekanntesten Werke Babadschanjans, die Armenische Rhapsodie für zwei Klaviere. 1952 entstand ein Klaviertrio, 1954 die Poem-Rhapsodie für Orchester. 1959 folgte eine Sonate für Violine und Klavier und das Mstislaw Rostropowitsch gewidmete Cellokonzert. Außerdem komponierte er weitere kammermusikalische Werke sowie Lieder und Filmmusik. 1981 entstand ein Nocturne für Klavier und sinfonisches Jazzensemble. Während er sich zunächst an der armenischen Volksmusik orientierte, öffnete er sich seit Ende der 1950er Jahre entschieden musikalischen Neuerungen und löste sich von der Tonalität.
Am 9. März 2001 wurde der Asteroid (9017) Babadzhanyan nach ihm benannt.

## Auszeichnungen
- 1947 Preis bei Weltfestspiele der Jugend und Studenten in Prag[3]
- 1951 Stalinpreis[3]
- 1956 Orden des Roten Banners der Arbeit[3]
- 1971 Volkskünstler der UdSSR[3]
- 1973 Der erste Preis beim World Song Contest in Tokio[3]
- 1981 Leninorden[3]